# Seznam smírčích křížů v Jihočeském kraji
Seznam smírčích křížů v Jihočeském kraji obsahuje kamenné kříže (+), křížové kameny (⊞) a kruhové stély (⊕), které se nacházejí nebo nacházely na území Jihočeského kraje. Položky v seznamech jednotlivých okresů jsou řazené abecedně podle sídel a dále podle evidenčního čísla Centrální evidence kamenných křížů, kterou vede Společnost pro výzkum kamenných křížů. Datace uvádí na kříži vyryté nebo domnělé datum události, ke které se kříž váže, případně datum vzniku. V některých případech obsahuje nápis na kameni více letopočtů, z nichž ne všechny jsou čitelné (např. pokud je zachováno pouze datum narození zemřelého, je kříž až o desítky let mladší než odpovídá datu). V některých případech mohou být nápisy druhotné.

## Okres České Budějovice
| Ev. číslo Pam. katalog               | Obrázek                   | Commons                                                               | Typ | Datace | Lokalita Souřadnice                                | Poznámka |
| ------------------------------------ | ------------------------- | --------------------------------------------------------------------- | --- | ------ | -------------------------------------------------- | --- |
| 0507 33672/3-429 (PkMIS) (Q38044544) | Smírčí kříž Šimona Nitzky | Kategorie „Smírčí kříž 0507 (Ostrolovský Újezd)“ na Wikimedia Commons | ⊞   | 1577   | Ostrolovský Újezd 48°53′11″ s. š., 14°34′52″ v. d. | V lese u silnice. Připomíná přepadení a vraždu mečíře Šimona Nitzky 3. října 1577, který společně s dalšími obchodníky cestoval na trh do Trhových Svinů.                                                                         |
| 0283 29838/3-337 (PkMIS) (Q38044819) | Smírčí kříž               | Kategorie „Smírčí kříž 0283 (Otěvěk)“ na Wikimedia Commons            | +   |        | Otěvěk 48°51′25″ s. š., 14°37′5″ v. d.             | Vedle sloupových kamenných božích muk datovaných rokem 1738. Umístění druhotné. Kříž byl vyorán na poli pracovníky JZD a umístěn k božím mukám. V 70. letech 20. století povalen pohraničníky, později obnoven. Stáří není známo. |
| 2092                                 |                           |                                                                       |     |        | Štěpánovice                                        | Nalezen po roce 2001. |
| 2097                                 |                           |                                                                       | +?  |        | Zbudov                                             | Nalezen po roce 2001. |
| 0284                                 |                           |                                                                       | +   | 1848   | Žár 48°48′10″ s. š., 14°43′42″ v. d.               | Nápis: INRI / 1848 DEN 20 SEPTEMBER BAR ROTTER / AR. |

## Okres Český Krumlov
| Ev. číslo Pam. katalog | Obrázek | Commons | Typ | Datace | Lokalita Souřadnice                     | Poznámka                                                             |
| ---------------------- | ------- | ------- | --- | ------ | --------------------------------------- | -------------------------------------------------------------------- |
| 1868                   |         |         | ⊞   |        | Besednice 48°48′25″ s. š., 14°35′ v. d. | Označuje místo zabití slovenského dráteníka. Souřadnice dle Mapy.cz. |

## Okres Jindřichův Hradec
| Ev. číslo Pam. katalog                | Obrázek     | Commons                                                    | Typ | Datace    | Lokalita Souřadnice                                 | Poznámka |
| ------------------------------------- | ----------- | ---------------------------------------------------------- | --- | --------- | --------------------------------------------------- | --- |
| 0087                                  |             |                                                            | ⊞   |           | Bednárec                                            | Na loučce poblíž božích muk, podle tradice označuje hrob vojáka a ženy. |
| 0376                                  |             |                                                            |     |           | Bílkov                                              | |
| 1890                                  |             |                                                            | ⊞   | 1797      | Budíškovice                                         | Nápis: ANDRESDO LESNÍ Z BUDIŠKOVIC 1797. V místě, kdy byl pytláky zavražděn lesní. |
| 1891                                  |             |                                                            | ⊞   |           | Budíškovice                                         | Podle pověsti vysekán z pohanské modly za cyrilometodějské mise. |
| 0886                                  |             |                                                            | ⊞   |           | Český Rudolec                                       | Dříve stál o 200 metrů blíže centru obce. |
| 0831                                  |             |                                                            | ⊞   |           | Dačice                                              | Při revizi 1998 nebyl nalezen. |
| 1892                                  |             |                                                            | ⊞   |           | Dačice                                              | Podle pověsti zde byl ubit kat po nezdařené popravě. Při revizi 1999 nebyl nalezen. |
| 0887                                  |             |                                                            | ⊞   |           | Deštná                                              | V zahradě domu č. 30. |
| 1709 38900/3-1883 (PkMIS) (Q37171612) | Smírčí kříž | Kategorie „Smírčí kříž 1709 (Deštná)‎“ na Wikimedia Commons | ⊞   | 16. stol. | Deštná 49°16′7″ s. š., 14°55′40″ v. d.              | Původně stál dál od komunikace na louce. Podle pověsti v městské kronice se dva bratři zamilovali do jednoho děvčete. Jeden dal druhého odvést na vojnu a s děvčetem se oženil. Po osmnácti letech se druhý vrátil z vojny a bratra na louce Otavnicích zabil. Podle jiných zdrojů a ústní tradice, asi odvozené od symbolu sekery, zde byl zabit řezník. |
| 1894                                  |             |                                                            | ⊞   |           | Dolní Němčice                                       | S petroglyfem dýky. Při rekultivaci posunut asi o 150 metrů k vrcholu kopce, v lese Matějků. |
| 1895                                  |             |                                                            | ⊞   |           | Dolní Němčice                                       | Nezvěstný. V roce 1956 stál na periferii obce ve směru na Dačice. |
| 1998                                  |             |                                                            | ⊞   |           | Horní Slatina                                       | Nález po roce 2001. |
| 2647                                  |             |                                                            | ⊞   |           | Hostkovice                                          | Nález po roce 2001. |
| 1937                                  |             |                                                            | ⊞   |           | Hůrky                                               | V dolní části nečitelný text. |
| 0795                                  |             |                                                            | ⊞   | 1709      | Jarošov nad Nežárkou 49°11′8″ s. š., 15°3′28″ v. d. | Zarostlý v dubu na lokalitě Jonášova bahna. Souřadnice z mapy.cz. |
| 0366                                  |             |                                                            | ⊞   | 1699      | Jindřichův Hradec                                   | Původní stanoviště neznámé. Nápis humanistickou manuskulou: LETA PANIE 1699 F. IVNY SKRZE PAD KONIE DOKONAL ZIWOT MARTIN MICHLU. V expozici muzea. |
| 0367                                  |             |                                                            | ⊞   |           | Jindřichův Hradec                                   | Z jedné strany kříž, z druhé německý nápis v humanistické manuskule, jen částečně čitelný: DER… … RISTA… MIER DUZ… SALDATEN ERSOS WORDEN GEORGIVS DES MICHELS WIDER… SCHON. Restaurován a uložen na nádvoří muzea v Jindřichově Hradci, kam se dostal ze Slavonicka. Kolem roku 1989 přesunut do depozitáře muzea.                                        |
| 0368                                  |             |                                                            | ⊞   |           | Jindřichův Hradec                                   | Petroglyf kopí. Do roku 1927 stál na Polském vrchu, poté na hřbitově v Pluhově Žďáru, odtud převezen do muzea v Jindřichově Hradci. Byl považován za templářský mezník. Podle vyjádření muzea nikdy v jeho majetku nebyl. |
| 0369                                  |             |                                                            | ⊞   |           | Jindřichův Hradec                                   | Pochází z Proboštského lesa u Jindřiše, kde stál u tzv. Čínské zdi. Považován za hraniční kámen značící církevní pozemky. Přesunut na nádvoří muzea v Jindřichově Hradci. Kolem roku 1989 přesunut do depozitáře muzea. |
| 0370                                  |             |                                                            | ⊞   | 1593      | Jindřichův Hradec                                   | Nese nečitelný třířádkový nápis začínající letopočtem 1593. Podle akvarelu z roku 1892 stál u mostu přes Nežárku u Pražské silnice. Poté v muzeu v Jindřichově Hradci v chodbě u pokladny. Kolem roku 1989 přesunut do depozitáře muzea. |
| 0371                                  |             |                                                            | ⊞   |           | Jindřichův Hradec                                   | S petroglyfem tesáku a meče. Do roku 1885 stál na rozcestí Studnice × Lodhéřov, poté v archivu na zámku Jindřichův Hradec. V současnosti v jedné z místností na trase B na zámku. |
| 0372                                  |             |                                                            | ⊞   | 1818      | Jindřiš                                             | Letopočet 18. 9. 1818. Připomíná smrt zedníka, který spadl z lešení při stavbě domu č. 9. |
| 1877 (Q106300733)                     | Smírčí kříž |                                                            | ⊞   |           | Landštejn 49°1′26″ s. š., 15°13′49″ v. d.           | Prostřední na snímku. Podle infotabule v místě pocházejí (1877, 1897, 1898) v neupřesněném pořadí z lokalit Jindřichův Hradec, Lidéřovice a Klášter I. |
| 1897 (Q106300862)                     | Smírčí kříž |                                                            | ⊞   | 1624      | Landštejn 49°1′26″ s. š., 15°13′49″ v. d.           | Vlevo na snímku. Letopočet 1624 na břevnu. Podle infotabule v místě pocházejí (1877, 1897, 1898) v neupřesněném pořadí z lokalit Jindřichův Hradec, Lidéřovice a Klášter I. |
| 1898 (Q106300916)                     | Smírčí kříž |                                                            | ⊞   |           | Landštejn 49°1′26″ s. š., 15°13′49″ v. d.           | Vpravo na snímku. Podle infotabule v místě pocházejí (1877, 1897, 1898) v neupřesněném pořadí z lokalit Jindřichův Hradec, Lidéřovice a Klášter I. |
| 2074                                  |             |                                                            |     |           | Lhota                                               | Nález po roce 2001. Stával u staré valchovny na hrázi rybníka dříve zvaného Matzkerteich. |
| 0373                                  |             |                                                            | ⊞   |           | Lipnice 49°5′59″ s. š., 15°18′38″ v. d.             | Pod pravou částí břevna velkého kříže je vyznačen druhý menší kříž. Podle pověsti označuje místo, kde ve vánici umrzla matka s dítětem. |
| 0374 35560/3-1999 (PkMIS) (Q37463570) | Smírčí kříž |                                                            | ⊞   | 18. stol. | Lipolec 49°5′8″ s. š., 15°21′14″ v. d.              | Obdélná žulová deska, výška 100 cm, šířka 75 cm a tloušťka 18 cm. V čelní straně je vytesán reliéf kříže se sekyrou v levém dolním rohu. |
| 0889                                  |             |                                                            | ⊞   |           | Lodhéřov                                            | |
| 0375                                  |             |                                                            | ⊞   | 1774      | Mosty                                               | Nad křížem letopočet 1774, pod křížem čtyři řádky textu, z nichž jsou čitelná již jen některá písmena. Připomíná smrt tesaře. |
| 2088                                  |             |                                                            | ⊞   |           | Nový Svět                                           | Nález po roce 2001. |
| 1032                                  |             |                                                            | ⊞   |           | Písečné                                             | Stál po pravé straně dnes zaniklé lesní cesty z Maříže do Kadolce poblíž již zbořeného loveckého zámečku. Připomínal zastřelení mysliveckého mládence žárlivým sokem. Z původního stanoviště zmizel v létě 1992. Dnes stojí v obci Písečné na soukromém pozemku.                                                                                          |
| 1781                                  |             |                                                            | ⊞   |           | Slavonice                                           | Opřen o zeď stodoly u hájenky č. 32. Dříve stál na lokalitě U Věže, odkud byl kolem roku 1990 přenesen na stávající pozici. |
|                                       |             |                                                            |     |           | Slavonice                                           | Dosud neregistrován. |
| 0183 85407/3-2207 (PkMIS) (Q38136970) | Smírčí kříž |                                                            | ⊞   | 16. stol. | Staré Hobzí 49°0′45″ s. š., 15°27′10″ v. d.         | Na snímku vlevo. Petroglyfy dvou hrotů zprava a zleva kříže. Dříve stála trojice 0183, 0184 a 1900 u hřbitova, později vpravo od vchodu do kostela v keřích (jednotlivě), někdy v letech 2018 a 2019 byly seskupeny u jižní zdi kostela. |
| 0184 (Q106301086)                     | Smírčí kříž |                                                            | ⊞   |           | Staré Hobzí 49°0′45″ s. š., 15°27′10″ v. d.         | Na snímku vpravo. Dříve stála trojice 0183, 0184 a 1900 u hřbitova, později vpravo od vchodu do kostela v keřích (jednotlivě), někdy v letech 2018 a 2019 byly seskupeny u jižní zdi kostela. |
| (Q106301103)                          | Smírčí kříž |                                                            | ⊞   |           | Staré Hobzí 49°0′45″ s. š., 15°27′10″ v. d.         | Na snímku uprostřed. Dříve stála trojice 0183, 0184 a 1900 u hřbitova, později vpravo od vchodu do kostela v keřích (jednotlivě), někdy v letech 2018 a 2019 byly seskupeny u jižní zdi kostela. Dosud neregistrován. |
| 1900                                  |             |                                                            | ⊞   |           | Staré Hobzí                                         | Silně poškozený kámen s reliéfem latinského kříže (stav v roce 1957) stále za zadním traktem zámku V Šancích. Podle tradice připomínal zabitého francouzského důstojníka. Při revizi roku 1999 nenalezen. |
| 0377 (Q106302308)                     | Smírčí kříž |                                                            | ⊞   |           | Stráž nad Nežárkou 49°4′11″ s. š., 14°54′32″ v. d.  | Zasazen vlevo od vchodu do kostela svatého Petra a Pavla. Může jít o starý náhrobník. |
| 0890                                  |             |                                                            | ⊞   | 1633      | Studená 49°11′52″ s. š., 15°17′41″ v. d.            | U kapličky. Letopočet 1633 nemusí časově souhlasit s vyrytým křížem. |
| 0086                                  |             |                                                            | ⊞   | 1621 1628 | Toužín                                              | Tzv. Švédský kámen. Petroglyf krátkého meče. Tabulka s letopočty 1621–1628. Traduje se příběh o souboji dvou důstojníků. |
| 1904 (Q106300674)                     | Smírčí kříž |                                                            | ⊞   | 1841      | Volfířov                                            | Nález po roce 2001. Nápis: R 1841 Johan Ssprincl zde jel vuz se mu zkátěl jej ranil a on dussi vypusstil. Původně umístěn na lokalitě zvané V Cihelně. |
| 2075                                  |             |                                                            | ⊞   | 1887      | Volfířov                                            | Nález po roce 2001. Nápis: LP 1887 29. 7. / A[ntonín] Dvo[řák] / čís[lo] 14 z Wol[fířova] / svazel mandliky / spadl pod vůz / vůz jej zranil / on duši vypustil. Starosta obce a předseda místní školní rady Antonín Dvořák v roce 1887 tragicky zahynul při pádu pod rozjetý vůz.                                                                        |
| 2095                                  |             |                                                            | +   |           | Volfířov                                            | Nález po roce 2001. U kostela. |

## Okres Písek
| Ev. číslo Pam. katalog                | Obrázek     | Commons                                                        | Typ | Datace | Lokalita Souřadnice                         | Poznámka |
| ------------------------------------- | ----------- | -------------------------------------------------------------- | --- | ------ | ------------------------------------------- | --- |
| 0109 15267/3-2456 (PkMIS) (Q37005166) | Smírčí kříž | Kategorie „Smírčí kříž 0109 (Bernartice)“ na Wikimedia Commons | +   |        | Bernartice 49°21′48″ s. š., 14°22′44″ v. d. | Kříž zvaný Cyrilometodějský. |
| 0230 25946/3-2456 (PkMIS) (Q37005062) | Smírčí kříž |                                                                | +   |        | Bernartice 49°21′30″ s. š., 14°23′36″ v. d. | Kříž zvaný Cyrilometodějský. |
| — (Q106255008)                        | Smírčí kříž | Kategorie „Smírčí kříž (Bošovice)“ na Wikimedia Commons        | ⊞   |        | Bošovice 49°20′53″ s. š., 14°5′2″ v. d.     | Novodobý. Je projevem díků za záchranu života otce Josefa Bílka z Bošovic. Byl po srážce s motorkou ve vážném stavu. Ale díky penicilínové léčbě se uzdravil a jeho rodina nechala postavit tento pomník. |
|                                       |             |                                                                | +   |        | Březí                                       | Podoba neznámá, nenalezen. |
| 0231 (Q106254733)                     | Smírčí kříž | Kategorie „Smírčí kříž 0231 (Čížová)“ na Wikimedia Commons     | +   |        | Čížová 49°21′21″ s. š., 14°4′39″ v. d.      | Naproti výklenkové kapli svaté Anny. |
|                                       |             |                                                                | +   |        | Dobrošov                                    | Podoba neznámá, nenalezen. |
| 1641                                  |             |                                                                |     |        | Hrejkovice                                  | Nenalezen. Stál mezi Hrejkovicemi a Zahrádkou, kudy dnes vede komunikace k Orlické přehradě. |
| 1875 (Q106266386)                     | Smírčí kříž | Kategorie „Smírčí kříž 1875 (Malčice)“ na Wikimedia Commons    | +   |        | Malčice 49°23′28″ s. š., 14°2′14″ v. d.     | |
|                                       |             |                                                                | +   |        | Malčice                                     | Po druhé světové válce stál cca 2 km východně od kříže číslo 1875 druhý podobný kříž. Nenalezen. |
| 0237 (Q106255155)                     | Smírčí kříž |                                                                | +   |        | Milevsko 49°27′12″ s. š., 14°22′5″ v. d.    | |
| 0900                                  |             |                                                                | ⊞   | 1678   | Milevsko 49°27′22″ s. š., 14°22′5″ v. d.    | Pozitivní reliéf latinského kříže s čočkovitým zakončením, iniciály WK a letopočet 1678. Původně ve zdi domu klášterního dvora, odtud přenesen do klášterního lapidária. |
| 0901                                  |             |                                                                | +   | 1744   | Milevsko 49°27′22″ s. š., 14°22′5″ v. d.    | Přesunut ze Staňkova do lapidária premonstrátského kláštera v Milevsku (podobně jako 0900). Původně stál na louce naproti kapličce za tratí v lokalitě Na Braniborkách, kde označoval hrob padlých vojáků z bitvy mezi Francouzi a Uhry z roku 1744. V 60. letech 20. století jej použil místní traktorista při orbě jako zátěž na radlici, poté kříž vysypal nedaleko od Milevska. Zde byl nalezen a odvezen na trakaři do Milevského muzea. |
|                                       |             |                                                                | +   | 1778   | Milevsko 49°27′22″ s. š., 14°22′5″ v. d.    | Stál v lese na vrchu Chlum u Velké, na místě, kde zastřelil pytlák Očko hajného Rodlera, kterému chodil za ženou. Nápis: Roku 1778 dne 13. dubna byl v tomto místě zastřelen Josef Rodler od pitlaře G. O. Je uložen v lapidáriu milevského muzea. Možná totožný s 1691? |
|                                       |             |                                                                | +   |        | Milevsko                                    | Podoba neznámá, nenalezen. |
|                                       |             |                                                                | ⊞   |        | Mirotice                                    | Zachovaly se neúplné údaje, nenalezen. |
| 0232 (Q106461376)                     | Smírčí kříž | Kategorie „Smírčí kříž 0232 (Nemějice)“ na Wikimedia Commons   | +   |        | Nemějice 49°19′10″ s. š., 14°22′8″ v. d.    | Poškozený řecký kříž zazděný v podezdívce kapličky. Kaplička je zachycena již na indikačních skicách z roku 1828, okolí označeno pomístním jménem U kamenného kříže. |
| 1876 (Q106257254)                     | Smírčí kříž | Kategorie „Smírčí kříž 1876 (Nová Ves)“ na Wikimedia Commons   | +   |        | Nová Ves                                    | Podle tradice se zde zastřelil myslivecký mládenec z nešťastné lásky. |
| 0233 (Q106256233)                     | Smírčí kříž | Kategorie „Smírčí kříž 0233 (Olešná)“ na Wikimedia Commons     | +   |        | Olešná 49°20′52″ s. š., 14°18′35″ v. d.     | Poškozený patrně klínový kříž se zbytky bílého nátěru (sloužil jako patník). |
| 0236                                  |             |                                                                | +   |        | Osek                                        | Obrys sekery. Před válkou stál o 50 metrů blíže potoku. |
| 0235 (Q106256046)                     | Smírčí kříž | Kategorie „Smírčí kříž 0235 (Putim)“ na Wikimedia Commons      | ⊞   |        | Putim 49°16′17″ s. š., 14°7′37″ v. d.       | V zatáčce mezi památnou lípou a krucifixem. |
| 0634 (Q106256127)                     | Smírčí kříž |                                                                | +   |        | Putim 49°15′47″ s. š., 14°7′13″ v. d.       | Jetelový křížek na desce s vyrytým křížkem, lebkou a zkříženými hnáty. Před sýpkou mezi dvojicí konifer. Do roku 1984 stál na soklu z cihel za loukou vpravo u silnice k nádraží u zavodňovací strouhy. |
| 1575 (Q80461686)                      | Smírčí kříž |                                                                | +   |        | Ratiboř 49°31′32″ s. š., 14°23′1″ v. d.     | Obrys meče, nad bázi nečitelné vrypy, snad pozůstatky letopočtu. |
| 1691                                  |             |                                                                |     |        | Velká                                       | |
| 0281 (Q106258777)                     | Smírčí kříž | Kategorie „Smírčí kříž 0281 (Vlastec)“ na Wikimedia Commons    | +   | 1719   | Vlastec 49°22′7″ s. š., 14°11′42″ v. d.     | Vyrytý křížek a letopočet 1719. |

## Okres Prachatice
| Ev. číslo Pam. katalog | Obrázek     | Commons                                                        | Typ | Datace | Lokalita Souřadnice                        | Poznámka |
| ---------------------- | ----------- | -------------------------------------------------------------- | --- | ------ | ------------------------------------------ | --- |
| 1398 (Q106237693)      | Smírčí kříž |                                                                | +   | 1738   | Čábuze 49°6′58″ s. š., 13°43′46″ v. d.     | Nápisy: ATS.. KV..ANOS MDESATE JEZDIL WE SVETE POSMRTI NAHLE TVTO, IHS, NARODIL SE ROKU 1738 DNE 23 LISTOPADU. Dle tradice hrob francouzských vojáků umrzlých za Sedmileté války (tj. 1756–1763). Souřadnice dle Mapy.cz. |
| 0578 (Q106237538)      | Smírčí kříž | Kategorie „Smírčí kříž 0578 (Prachatice)“ na Wikimedia Commons | +   |        | Prachatice 49°0′28″ s. š., 13°58′49″ v. d. | Monogram: JW. Souřadnice dle Mapy.cz. |
| 0903                   |             |                                                                | +   |        | Prachatice                                 | Nalezen v suti při opravě muzejního dvora, kolem roku 1987 umístěn na chodbu muzea. |
| 2093                   |             |                                                                |     |        | Volary                                     | Nalezen po roce 2001. |

## Okres Strakonice
| Ev. číslo Pam. katalog                | Obrázek     | Commons                                                     | Typ | Datace    | Lokalita Souřadnice                         | Poznámka |
| ------------------------------------- | ----------- | ----------------------------------------------------------- | --- | --------- | ------------------------------------------- | --- |
| 2072                                  |             |                                                             |     |           | Bezdědovice                                 | Nalezen po roce 2001. |
| 0672 (Q106238708)                     | Smírčí kříž | Kategorie „Smírčí kříž 0672 (Bělčice)“ na Wikimedia Commons | +   |           | Bělčice 49°30′6″ s. š., 13°51′9″ v. d.      | Souřadnice dle Mapy.cz, 25 metrů VSV od torza vyšší božích muk z 19. století. |
| 0502 16616/3-4113 (PkMIS) (Q37006830) | Smírčí kříž |                                                             | ⊞   | 1520      | Blanice 49°6′6″ s. š., 14°3′43″ v. d.       | Skupina s kovovým křížem, vlevo. Připomíná přepadení, pobití a okradení kupců rejtary. V období od 10. do 16. října 2024 kámen zmizel, byl pokládán za odcizený. Po medializaci kauzy se policii přihlásili silničáři, kteří kameny odstranili v domnění, že jde o publicitní kameny připomínající investice z evropských fondů. |
| 0721 16616/3-4113 (PkMIS) (Q37006830) | Smírčí kříž |                                                             | ⊞   |           | Blanice 49°6′6″ s. š., 14°3′43″ v. d.       | Skupina s kovovým křížem, vpravo. V období od 10. do 16. října 2024 kámen zmizel, byl pokládán za odcizený. Po medializaci kauzy se policii přihlásili silničáři, kteří kameny odstranili v domnění, že jde o publicitní kameny připomínající investice z evropských fondů.                                                      |
| 0722 16616/3-4113 (PkMIS) (Q37006830) | Smírčí kříž |                                                             | ⊞?  |           | Blanice 49°6′6″ s. š., 14°3′42″ v. d.       | Skupina s kovovým křížem, fragment snad křížového kamene, nedochoval se. |
| 0673 23107/3-4042 (PkMIS) (Q37007899) | Smírčí kříž | Kategorie „Stone cross in Blatná“ na Wikimedia Commons      | +   | 1788 1829 | Blatná 49°25′42″ s. š., 13°52′41″ v. d.     | Letpočet na soklu: 17Wh88. Údajně připomíná utonutí mládka a syna mlynáře za povodně, k čemuž však (podle infotabule v místě) mělo dojít 18. 4. 1829 (sokl však uvádí letopočet 1788). |
|                                       |             |                                                             |     |           | Buzice                                      | Nenalezen. |
|                                       |             |                                                             |     |           | Cehnice                                     | Nenalezen. |
| 0812                                  |             |                                                             | +   |           | Hajany 49°26′48″ s. š., 13°50′33″ v. d.     | Vzájemné zabití pastýřů z Chlumu a Hajan, kteří se nepohodli o pozemek. |
| 2046                                  |             |                                                             |     |           | Lhota u Svaté Anny                          | Nalezen po roce 2001. |
|                                       |             |                                                             |     |           | Myštice                                     | Nenalezen. |
| 1922                                  |             |                                                             | ⊞   |           | Nišovice                                    | [ 2 ] |
| 0813                                  |             |                                                             | +   |           | Radomyšl                                    | [ 2 ] |
| 0833                                  |             |                                                             | +   | 1810      | Radomyšl                                    | Nápis: 1810. |
| 1684                                  |             |                                                             | ⊞   |           | Sedlice                                     | [ 2 ] |
| 1315                                  |             |                                                             | +   | 1737      | Střelské Hoštice                            | Šest řádků nečitelného textu a letopočet 1737. |
| 0325                                  |             |                                                             | +   | 1827      | Tchořovice 49°25′54″ s. š., 13°49′20″ v. d. | Nápis: ZDE W PANU ZESNUL MATEJ SMRCKA DNE NOWEM 24 BRU RO 1827. Podle blatenské kroniky šlo o zastřelení hajného. |
| 0856                                  |             |                                                             | +   |           | Velká Turná                                 | V soklu jsou patrné prázdné otvory po šroubech, kde patrně dříve byla tabulka. |
| 0504                                  |             |                                                             | ⊞   | 1563      | Volyně                                      | Podle záznamů z roku 1901 nesl pozůstatky nápisu: LETHA PAN… 1563. Původně na okraji Nišovic při cestě do Volyně, dnes v muzeu (tvrzi) ve Volyni. |

## Okres Tábor
| Ev. číslo Pam. katalog | Obrázek                                 | Commons                                                        | Typ | Datace    | Lokalita Souřadnice                         | Poznámka |
| ---------------------- | --------------------------------------- | -------------------------------------------------------------- | --- | --------- | ------------------------------------------- | --- |
| 1127 (Q80462697)       | Smírčí kříž                             |                                                                | +   |           | Borkovice 49°12′35″ s. š., 14°39′ v. d.     | Podle tradice jde o kříž z dob prvního křesťanství, čemuž ale neodpovídá provedení ani stav. Dříve uváděn u obecního velkostatku, přinejmenším od 90. let 20. století stojí na současné pozici u mostu přes Blatskou stoku. |
| 1814                   | kámen připomíná staré lesní hospodaření |                                                                |     |           | Borotín                                     | Číslo v centrálním registru dostal 1814. Stojí nedaleko obce Borotína u lesní cesty u rybníka Buzín. Má viditelnou výšku 88 cm, na nejširším místě měří 41 cm a tloušťku má 15 cm. Nápis na něm je již bohužel zčásti nečitelný. Podle Č. Habarta kámen připomíná staré lesní hospodaření. Je prý 90 cm vysoký a má nahoře již málo zřetelný znak s korunou a dole vytesaný nápis švabachový: „Ty dwa lesy sau w roce 1805 od Pa. Tredla forstmistra městského založeny.“ Měl ho nechat vytesat a zasadit lesník František Tredl. Podle K. Vošty Františka Tredla a jeho činnost tak v současnosti vedle pojmenování lesa připomínají zejména ony umělecky nepříliš zdařilé pomníky, které ale svým způsobem zdobí krajinu, zachovávají paměť a upomínají na minulost, což je nejvlastnějším smyslem existence pomníků. Nelze ani vyloučit, že se na území někdejšího panství Jistebnice dodnes nacházejí další Tredlovy pomníky. |
| 1846 (Q106454814)      | Smírčí kříž                             | Kategorie „Smírčí kříž 1846 (Jistebnice)“ na Wikimedia Commons | +   |           | Jistebnice 49°29′13″ s. š., 14°31′31″ v. d. | Zazděný ve hřbitovní zdi (zevnitř) vpravo od náhrobku rodiny Farovy. Uváděn jako dřík kříže, jehož obrys není patrný přes spárování. |
| 1850 (Q106454812)      | Smírčí kříž                             | Kategorie „Smírčí kříž 1850 (Jistebnice)“ na Wikimedia Commons | +   |           | Jistebnice 49°29′13″ s. š., 14°31′31″ v. d. | Zazděný ve hřbitovní zdi (zevnitř) vlevo za náhrobkem rodiny Farovy. Uváděn jako dřík kříže, jehož obrys není patrný přes spárování. Symboly dvojitého kříže, sekery a smyčky. Podle pověsti připomíná tesaře a učně, který nařezal trámy na krov kostela kratší. Tesař učně zabil a sám se oběsil. Pověst podporuje fakt, že podle stavebně–historického průzkumu kostela skutečně některé trámy kratší jsou. Kámen má pocházet ze zaniklého popraviště. |
| 0421 (Q96745353)       | Smírčí kříž                             | Kategorie „Memory stone in Klenovice“ na Wikimedia Commons     | ⊞   |           | Klenovice 49°16′43″ s. š., 14°42′54″ v. d.  | Zbytky nápisu (snad) gotickou minuskulou a symbol sekery. V 19. století se nacházel na lokalitě Na Příčných (vlevo od silnice do Roudné), kde mělo dojít ke středu za Třicetileté války. Počátkem 20. století se kámen ztratil, patrně zapadl. V roce 1977 byl vyorán a v domnění, že jde o mezník, přesunut na muzejní dvůr v Soběslavi, odkud byl 1985 vrácen do Klenovic, ovšem na současné místo u návesního rybníka. |
| 0646 (Q111327766)      | Křížový kámen                           | Kategorie „Smírčí kříž 0646 (Kozmice)‎“ na Wikimedia Commons    | ⊞   | 1799 1813 | Kozmice 49°23′9″ s. š., 14°52′10″ v. d.     | Podle webu obce „pochází z roku 1813 a byl postaven na paměť pobytu části vojsk gen. Suvorova v obci a okolí v roce 1799“. |
| 0282 (Q106462309)      | Smírčí kříž                             | Kategorie „Smírčí kříž 0282 (Nadějkov)“ na Wikimedia Commons   | +   | ≥1645     | Nadějkov 49°30′5″ s. š., 14°28′13″ v. d.    | Monogram: IN. Podle tradice jsou zde pohřbeni Švédové, kteří v roce 1645 po bitvě u Jankova neúspěšně zaútočili na nadějkovskou tvrz. Původní kříž byl odcizen roku 1996, na místě stojí replika, kterou nechal zhotovit architekt Jiří Jiroutek. |
| 1977                   | Smírčí kříž u Ostrého                   |                                                                | +   | 1817      | Ostrý 49°31′15″ s. š., 14°31′52″ v. d.      | Číslo v centrálním registru: 1977 Kříž stojí na kraji lesa u cesty. Je na něm vytesán letopočet 1817 |
| 0422 (Q106247007)      | Smírčí kříž                             |                                                                | +   |           | Pikov 49°29′24″ s. š., 14°35′37″ v. d.      | Souřadnice podle mapy.cz. Číslo v centrálním registru: 0422 Rozměry: 73 x 46 x 11 cm Jetelový kříž ze žuly s vytesanou postavou Ukřižovaného, na oválné základně jsou zbytky nečitelného nápisu. "Bylo tam vytesáno: Kdo tady pudes, pomodli se otčenáš. 1759." Váže se k tomu pověst o smrti jistebnické šenkýřky..." |